# 阿部正权
阿部正权（日语：／ Abe Masanori，1806年2月26日—1823年11月8日）日本江户时代后期大名。武藏国忍藩主、陆奥国白河藩主。忠秋系阿部家9代。
武藏国忍藩主阿部正由次男。幼名銕丸。文化5年（1808年）3岁时，父亲去世而继承家督。因正权病弱之故，藩政由其母泰寿院的本家备后福山藩主阿部正精代管。
文政5年（1822年），幕府下令忍藩、伊势国桑名藩、陆奥国白河藩互相替换藩主，阿部家从统治了183年的忍藩转封白河藩。文政6年（1823年），正权去世。因为没有将军家的御目见资格，所以没有官位。家督由堂兄弟阿部正笃（松平赖兴之子）继承。